# Chlamydogobius squamigenus
Chlamydogobius squamigenus är en fiskart som beskrevs av Larson, 1995. Chlamydogobius squamigenus ingår i släktet Chlamydogobius och familjen smörbultsfiskar. IUCN kategoriserar arten globalt som akut hotad. Inga underarter finns listade i Catalogue of Life.